# Wolfgang Ehrl
Wolfgang Ehrl est un lutteur allemand né le 4 mars 1912 à Munich et mort le 11 juin 1980 dans la même ville.

## Palmarès

### Jeux olympiques
- Médaille d'argent en lutte libre dans la catégorie des moins de 66 kg en 1936 à Berlin
- Médaille d'argent en lutte gréco-romaine dans la catégorie des moins de 61 kg en 1932 à Los Angeles[1]